# Super Black Blues
Super Black Blues è un album raccolta a nome di Otis Spann, T-Bone Walker e Big Joe Turner (accreditato come Joe Turner), pubblicato dalla Flying Dutchman/Bluestime Records nel 1969. Il disco fu registrato il 17 ottobre 1969, (probabilmente) a Los Angeles, California (Stati Uniti)

## Tracce
Lato A
1. Paris Blues – 14:00
2. Here I Am Broken Hearted – 3:45

Lato B
1. Jot's Blues – 8:11
2. Blues Jam – 10:56

## Musicisti
- Otis Spann - pianoforte, voce
- T-Bone Walker - chitarra, voce
- Big Joe Turner - voce
- George Smith - armonica (brani: A1 e B2)
- Arthur Wright - chitarra
- Ernie Watts - sassofono tenore
- Ron Brown  - basso
- Paul Humphrey - batteria